# 2014年乌什县“2·14”暴力恐怖袭警事件
2014年乌什县袭击事件，是指于2014年2月14日在中国新疆阿克苏地区乌什县发生的一宗袭击公安巡逻车辆的暴力事件，中国官方将此事件定性为“恐怖袭击”。

## 经过
2014年2月14日16时许，恐怖分子驾驶车辆，携带爆燃装置，手持砍刀，袭击武警巡逻车辆，致人员伤亡，5辆执勤车损毁。在处置过程中，犯罪嫌疑人被击毙8人，抓获1人。3名犯罪嫌疑人在实施犯罪时发生自爆死亡。
据当地警方侦查，2013年9月起以麦合木提江·托合提为首的13人陆续纠集，收听观看暴恐音视频，进行体能训练，结成暴恐团伙。2014年1月以来，开始购买作案车辆，制造爆燃装置、砍刀，多次试爆，预谋伺机袭击公安巡逻车辆。警方现场缴获数十枚爆燃装置及砍刀、车辆等作案工具。